# Popillia erythropus
Popillia erythropus är en skalbaggsart som beskrevs av Ernst Gustav Kraatz 1892. Popillia erythropus ingår i släktet Popillia och familjen Rutelidae. Inga underarter finns listade i Catalogue of Life.